# 5 Małopolski Pułk Strzelców Pieszych
5 Małopolski Pułk Strzelców Pieszych – oddział piechoty Wojska Polskiego we Francji.

## Formowanie i zmiany organizacyjne
Pułk został sformowany we Francji na podstawie polsko-francuskiej umowy z 9 września i protokołu wykonawczego z 21 września 1939. Rejon formowania pułku znajdował się w Parthenay, w departamencie Deux-Sèvres. W dniu 15 lutego 1940 roku z 4 pp wydzielono zawiązki i od tego dnia rozpoczął istnienie 5 pułk piechoty 2 Dywizji Strzelców Pieszych. Na dowódcę pułku wyznaczony został ppłk dypl. Bronisław Kowalczewski, w składzie pułku oprócz etatowych pododdziałów utworzono dywizyjną kompanię szturmową. Przydzieleni do pułku poborowi wywodzili się z Polonii zamieszkałej we Francji oraz ochotnicy z obozów internowania w Rumunii, na Węgrzech, Łotwy i bezpośrednio z kraju. Z końcem maja do pułku przybyli ostatni rekruci. Tworzące się pododdziały kwaterowały w bardzo złych warunkach: na strychach, w stajniach, garażach i stodołach. Sukcesywnie napływało do pułku uzbrojenie, wyposażenie i ekwipunek. Przez okres formowania, aż do rozpoczęcia działań bojowych prowadzono szkolenie z żołnierzami.

## Działania zbrojne
Od 17 maja 1940 roku pułk został postawiony w stan gotowości bojowej i od dnia 19 maja 1940 roku rozpoczęto transportem kolejowym przewóz stanu osobowego wraz otrzymanym uzbrojeniem i sprzętem na zaplecze linii Maginota do Wassy i Doulevant de Chateau, gdzie znalazł się 21 maja. Następnie od 25 do 29 maja pułk odbył 100 km marsz pieszy w rejon Colombey-les-Belles i wraz z dywizją znalazł się w odwodzie 3 armii francuskiej.  W dniu 30 maja 1940 roku nadano pułkowi oficjalną nazwę 5 Małopolski Pułk Strzelców Pieszych. Od 30 maja do 9 czerwca pułk intensywnie szkolił się i pobierał brakujące wyposażenie. W dniu 9 czerwca w pułku zarządzono pogotowie transportowe, 11 i 12 czerwca przewieziono koleją go w rejon Belfortu. Pułk wraz z 2 Dywizją Strzelców Pieszych wszedł w skład 45 Korpusu Armijnego 8 Armii francuskiej. W nocy z 14/15 czerwca 1940 roku dowódca dywizji otrzymał rozkaz od dowódcy 8 Armii wydzielenia ze składu dywizji 5 Małopolskiego Pułku Strzelców Pieszych i Wileńskiego Dywizjonu Rozpoznawczego do oddziału wydzielonego pod dowództwem płk Duluca. 5 pułk transportem samochodowym został przewieziony 100 km na północ od zasadniczego ugrupowania pozostałych sił dywizji w rejon miejscowości Vesoul nad rzeką Saone. Pułk miał zadanie osłaniać przeprawiające się oddziały francuskiej 3 Armii, a następnie opóźniać działania niemieckie po osi Lure-Belfort. W trakcie poruszania się transportem, kolumny pułku były atakowane przez niemieckie lotnictwo. Szerokość pasa osłony wynosił ponad 80 km. Oddziały niemieckich 6 i 8 Dywizji Pancernych 16 czerwca pomimo stawianego oporu przeprawiły się przez rzekę Saonę na odcinku oddziału rozpoznawczego i II batalionu. Batalion I w walce powstrzymał przeprawę Niemców poprzez rzekę Saonę. Następnie w dniu 17 czerwca pułk rozpoczął odwrót, celem dołączenia do dywizji. I batalion wraz z pododdziałami pułkowymi i dowództwem pułku podjął próbę przebicia się przez miejscowości Hericourt i Montbeliard zajęte przez jednostki niemieckiej 1 Dywizji Pancernej, po początkowym sukcesie jednak polskie oddziały nie były w stanie się przebić. Po pertraktacjach żołnierze I batalionu wraz z dowództwem pułku dostali się do niewoli. III batalion po stoczeniu walki obronnej pod Fougeroles, częścią sił próbował odjechać do dywizji transportem samochodowym, jednak na wiadomość o zajęciu miejscowości Lure, obie części batalionu zostały podzielone na małe grupki z zadaniem przedzierania się do południowej części Francji lub Szwajcarii. II batalion transportem samochodowym w dniu 17 czerwca oderwał się od napierającego nieprzyjaciela i dołączył w nocy z 17 na 18 czerwca do dywizji. W dniu 19 czerwca wziął udział w walkach o Maiche u boku 4 Warszawskiego Pułku Strzelców Pieszych. W nocy 19/20 czerwca 1940 r. II batalion 5 pułku strzelców  przeszedł granicę francusko-szwajcarską i został internowany.

## Dalsze losy małopolskich strzelców pieszych
Granicę przekroczyło 31 oficerów i 576 szeregowych. Rozwiązany w 1945.  W okresie od sierpnia 1944, do maja 1945 roku ewakuowanych zostało kilkudziesięciu żołnierzy i oficerów pułku do Francji, z tego niespełna połowa przybyła do Wielkiej Brytanii i odtwarzała 2 Brygadę Strzelców Pieszych 4 DP. Jego tradycje kultywował w Wielkiej Brytanii 5 Małopolski Batalion Strzelców Pieszych.

## Żołnierze pułku
- dowódca pułku - ppłk dypl. Bronisław Kowalczewski
- szef sztabu pułku - mjr dypl. Antoni Gac
- dowódca I batalionu – mjr Stanisław Allinger
- dowódca II batalionu – ppłk dypl. Henryk Konas
- dowódca III batalionu – ppłk Franciszek Głowacki
- dowódca kompanii szturmowej – por. Kazimierz Pochwat
- plut. Aleksander Lewandowski